# クリア・クオリア
『クリア・クオリア』は、遠藤海成による日本の漫画作品。「月刊Asuka」（角川書店）にて連載されていた。コミックス全2巻。
『ピノキオ』『ラプンツェル』『鏡の国のアリス』など、童話・文学作品に関係する要素が多く出てくるのが特徴。

## ストーリー
とある小さな島国（イギリスの可能性が高い）では、四肢が腐っていく病気・突発性末端壊疽症候群（通称「ピノキオ」）が蔓延していた。そして、その抗体を持つ人間は、「ドナー」と呼ばれ、国家から手厚い保護を受けている。しかしその反面、民衆からは、ピノキオ治療の特効薬と認識され、命を狙われている。ドナーの少女・ドロシーは、ある日、自分の右目の角膜と髪を引き換えに、廃棄されそうになっていた機械人形（プラスティカ）を手に入れるが……。

## 登場人物
ドロシー
本作の主人公。「ピノキオ」の抗体を持つ「ドナー」だが、普段はこの事を隠している。人形のような外見を持つ少女。ポンコツと引き換えに髪と右目を失い、現在は右目に眼帯をしている。感情表現が苦手で笑うことができない。口癖は「なんとなく」。
ポンコツ
ドロシーに保護された医療用の機械人形（プラスティカ）。彼女の従者となる。元は廃棄処分が決定されていた物だった。機械人形としてはかなり精巧なもので、見かけは人間と変わらない。元々は軍用だが、任務を拒否して医療用に回され、そこで子供の足の切断手術を拒否して医師を殺し、廃棄になった。
ロッドバルト
ドロシーの保護者。心配性。ドナーセンターの元職員で、自身もドナー体質。センターに連れ戻され、片腕を切断される。
クオリア
ポンコツが拾ってきた猫。「クオリア」という名前も彼が付けた。
チェネレントラ
ドロシー達を狙うプラスティカ。
ジャバウォッキー
ポンコツと引き換えにドロシーの角膜を買う。ロッドバルトの知り合い。なお彼とお供二人の名前は『鏡の国のアリス』の詩・登場人物の名前から取られている。画家志望だが絵は下手。
トゥードルダム
ジャバウォッキーのお供。巨体でサングラスをしている。
トゥードルディ
ジャバウォッキーのお供。戦闘能力が高い。
オデット
ジャバウォッキーの妹。実際には画家志望のジャバウォッキーにモデルとして雇われ、そのまま住み着いた妹分。重症の内臓転移型「ピノキオ」により死が近づいている。

## 用語
突発性末端壊疽症候群（とっぱつせいまったんえそしょうこうぐん）
通称「ピノキオ (pinocchio)」 "PNC"。とある島国で流行っている病気。発症すると四肢が段々と腐っていき、最終的には死に至る。そのためほとんどの人間は腐敗した部分を切り落とし、義肢あるいは「ドナー」の手足と交換することで進行を防いでいる。内臓に転移する場合もある。
ドナー
一万人に一人といわれる、「ピノキオ」の抗体を持つ人間。そのほとんどはドナーセンターで保護されている。ドナー以外の人間の間では、ドナーの肉を食べれば病気が治るなど、ドナーに関する迷信が広まっていることもある。終盤では、ピノキオにかからない子供が増えてドナーの役割が終わりつつある反面、ドナーセンターにおける臓器売買の不正が明らかとなる。
プラスティカ
機械人形。その精巧さは様々で、人間と見分けがつかないものは家一軒が買えるほど高価らしい。基本的には人間に忠実で、人間に逆らうことも危害を加えることも、嘘をつくこともしない。